# كايو ماغنو
كايو ماغنو هو لاعب كرة قدم برازيلي في مركز الهجوم، ولد في 13 أغسطس 1999 في بارا مانسا في البرازيل. لعب مع نادي سيارا.

## وصلات خارجية
- كايو ماغنو على موقع قاعدة بيانات كرة القدم.إي يو (الإنجليزية)
- كايو ماغنو على موقع Soccerway.com (الإنجليزية)
- كايو ماغنو على موقع عالم كرة القدم.نت (الإنجليزية)